# Makalata didelphoides
Makalata didelphoides là một loài động vật có vú trong họ Echimyidae, bộ Gặm nhấm. Loài này được Desmarest mô tả năm 1817.